# Степна домашна мишка
Степната домашна мишка (Mus spicilegus) е дребен гризач от семейство Мишкови (Muridae). Разпространена е в Молдова, Украйна, Румъния, Северна България, Сърбия, Войводина, Северна Македония, Унгария и Австрия.